# Salamaua
Salamaua (niem. Samoahafen) – nieistniejące obecnie miasto portowe położone na północnowschodnim wybrzeżu Papui-Nowej Gwinei w prowincji Morobe. Osada została zbudowana na wąskim przesmyku łączącym  wybrzeże z górzystym półwyspem. Najbliższym miastem jest Lae, dokąd można się dostać jedynie drogą wodną przez zatokę.

## Historia
W latach dwudziestych XX wieku poszukiwacze złota wykorzystywali miasteczko Salamaua jako punkt wypadowy w głąb lądu. Złoto zostało rzeczywiście znalezione w okolicach Wau i zewsząd zaczęli przybywać potencjalni górnicy, którzy ruszali ku złotonośnym terenom ścieżką zwaną „szlakiem czarnego kota”.
W czasie II wojny światowej miasteczko zostało 8 marca 1942 roku zdobyte przez Japończyków, ale odebrane przez siły alianckie pod dowództwem generała Douglasa MacArthura w dniu 11 września 1943 podczas kampanii Salamaua-Lae. W czasie walk miasteczko zostało całkowicie zniszczone.
Obecnie miejsce to zajmują wioski Kela i Lagui, jak również osiedle wypoczynkowe mieszkańców Lae.